# Boboshticë
Boboshticë (în bulgară Бобощица, Boboștița, în aromână Bubushtitsa) este o localitate în Albania, în  districtul Korçë, la vest de Munții Pindului.

## Personalități
- Victor Eftimiu, scriitor